# نوش‌آفرین آیرملو
نوش‌آفرین آیرملو (١٢٣٩–١٢۶٣) از مهاجران قفقازی بود که در دوران قاجار در ایران ساکن شدند. وی با عباسعلی داداش‌بیگ ازدواج کرد و از او صاحب فرزندی به نام رضا پهلوی شد که در سال ۱۳۰۴، سلسله پهلوی را بنا نهاد.

## زندگی
نوش‌آفرین از طایفه ترک آیروملو بود که در کودکی همراه با خانواده خود به ایران مهاجرت می‌کنند و در تهران سکونت می‌کنند. نوش‌آفرین زمانی که عباسعلی داداش‌بیگ سوادکوهی در تهران بود با او آشنا می‌شود و پس از ازدواج ابتدا مدتی را همراه با شوهرش که از طرف فوج سوادکوه به عنوان رئیس تأمینات یا نظمیه در بخش بابل‌کنار منصوب شده بود در درازکلا به‌سر می‌برد و سپس در آلاشت ساکن می‌شوند.

### ازدواج باعباسعلی داداش بیگ سوادکوهی
عباسعلی داداش بیگ سوادکوهی مانند بسیاری از اهالی منطقه سوادکوه در فوج سوادکوه به حرفه سپاهی‌گری اشتغال داشت. پدر و برادران و بسیاری دیگر از نزدیکان عباسعلی خان نیز نظامی بوده و در همان فوج سوادکوه خدمت می‌کردند. عباسعلی خان با درجه یاور (معادل سرگرد) و همانند بسیاری از سوادکوهی‌های دیگر بازنشست شد و به روستایش در آلاشت بازگشت تا در قطعه زمینی که خریده بود به کشت و زرع بپردازد و در اثر کشاورزی و دامداری و کارهای جنگلی متمول شده بود و املاکی در آلاشت و بابل و دیگر نقاط داشت. در تحقیقاتی که پژوهشگران حوزه تاریخ معاصر انجام داده‌اند، چنین نتیجه گرفته‌اند که عباسعلی خان تنها دو بار ازدواج کرده‌است. بار اول با یکی از بستگان خود در سوادکوه و بار دوم با نوش آفرین آیرملو مادر رضا شاه در تهران و سه فرزند اول عباسعلی خان هر سه دختر بودند. خواهران ناتنی رضاشاه، خورشید خانم و دُدُر خانم خواهر دوم رضاشاه و نبات خانم معروف به حسنی خانم سومین خواهر رضاشاه بودند.
آشنایی عباسعلی خان با نوش آفرین آیرملو به زمانی بازمی‌گردد که در سال‌های آخر عمرش بیمار شده و برای درمان به تهران نزد علی خان حکیم‌باشی و طبیب دستگاه کامران میرزا نایب‌السلطنه آمد. علی خان از مهاجران گرجی بود که بعدها وارد قزاق‌خانه شده و به علی خان دکتر معروف شده بود. عباسعلی خان در خانه علی خان بستری شد. نوش آفرین آیرملو که خواهر علی خان دکتر بود، در مدت بیماری عباسعلی خان از او پرستاری می‌کرد. عباسعلی خان دلبسته او شد و برغم بیش از ۴۰ سال اختلاف سنی، نوش آفرین شانزده ساله را به همسری گرفت. عباسعلی خان زمانی که یاور (معادل سرگرد) فوج سوادکوه بود به دلیل ابتلا به بیماری درمان ناپذیر به ناچار قشون را رها کرده و با همسر جدیدش به آلاشت رفت. در آلاشت چندان به نوش آفرین خوش نمی‌گذشت چون زبان مازندرانی نمی‌دانست و خانواده عباسعلی خان و اهالی سوادکوه مازندرانی زبان بودند و تازه عروس قادر به صحبت کردن در میان خانواده شوهر نبود و خانواده و بستگان عباسعلی خان به واسطه گرجی بودن نوش آفرین بنای بدرفتاری با او می‌گذاشتند. عباسعلی خان نیز متوجه دشمنی خانواده‌اش با نوش آفرین شده بود و برای همین علی آقا (در منبع دیگر حسین) برادر نوش آفرین را که جوانی ۱۹ ساله بود برای مراقبت از همسرش از تهران به سوادکوه می‌آورد. در قدیم مازندرانی‌ها ازدواج با غیر مازندرانی را خلاف سنت و امری نکوهیده می‌دانسته و از پسر یا دختری که همسر غیر مازندرانی بستاند، خوششان نمی‌آمد و بر اساس سنت‌های منطقه، از مردان انتظار می‌رفت فقط با زنان و دختران محلی ازدواج کنند. بیماری عباسعلی خان شدت گرفت و بناچار نوش آفرین که باردار بود را به دختر سومش نبات خانم که روابط بهتری با نوش آفرین داشت سپرد و به تهران رفت و در سال ۱۲۵۶ شمسی در تهران درگذشت. نوش آفرین که در منابع دیگر از او با اسامی سکینه و زهرا یاد کرده‌اند، پس از مرگ عباسعلی ماندن در سوادکوه را صلاح نمی‌دید. پس از تولد رضاشاه در ۲۴ اسفند ۱۲۵۶ سوادکوه را به مقصد تهران ترک کرد. خواهران ناتنی رضا هر از گاهی به او و نوش آفرین در تهران سر می‌زدند و مواد غذایی و کمک مالی برای او از سوادکوه می‌آوردند ولی جدای این، رضا و مادرش را از دارایی‌های عباسعلی خان محروم کرده بودند که سرانجام رضاشاه پس از چهل سال زمانی که به مقام سردار سپه رسید به سوادکوه رفت و ارثیه‌اش را گرفت.

### تولد فرزند
نوش‌آفرین در ۲۴ اسفند ۱۲۵۶،
پسری به دنیا می‌آورد که نامش را رضا می‌نهند. این کودک زمانی که به سن جوانی می‌رسد یکی از افراد تأثیرگذار در سیر تاریخ ایران می‌شود و هنگامی که ۴۸ سال می‌گذرد با نام رضاشاه، سلسله قاجار را برمی‌اندازد و سلسله پهلوی را بنیان‌گذاری می‌کند.

### سفر به تهران
عباسعلی داداش‌بیگ هنگامی که رضا نوزادی بیش نبود برای مداوای بیماری خود به تهران می‌رود و همان‌جا بر اثر بیماری فوت می‌کند. پس از مرگ وی، دو خواهر به نام‌های نونوش و کوکب که برادر زاده‌های عباسعلی بودند سرپرستی فرزند یتیم و مواظبت از بیوه عمویشان را بعهده می‌گیرند ولی نوش‌آفرین از خانواده شوهرش تقاضا می‌کند که وی را نزد خویشانش در تهران بفرستند و خانواده عباسعلی هم بعد از مدتی مخالفت با خواسته وی موافقت می‌کنند و برای سفر او به تهران تدارک لازم را انجام می‌دهند و نهایتاً به دلیل سختی راه و مسافت دور، دو خواهر تصمیم می‌گیرند تا از حاج امامقلی که دایی‌شان بود درخواست کنند تا نوش آفرین و نوزادش را رهسپار تهران کند و امامقلی هم شخصی به نام مشهدی حسین اردشیری را مأمور انجام این کار می‌کند و سرانجام نوش‌آفرین و همراهانش در نیمه دوم از سال ۱۲۵۷ش از سوادکوه به سمت تهران حرکت می‌کنند ولی در مسیر در منطقه گدوک به دلیل برف و سرما و شدت یخبندان، نبض کودک نوش‌آفرین از حرکت بازمی‌ایستد و مادر و همراهان به گمان این که وی از سرما تلف شده‌است، پیکر بی‌رمق نوزاد را در کاروانسرای گدوک می‌گذارند تا روز بعد دفن شود ولی هنوز مسافتی دور نشده بودند که نوزاد جانی دوباره می‌گیرد و نهایتاً همراه مادر که پشیمان برای بردن جسد بی‌جان کودکش به کاروانسرا بازگشته بود به تهران برده می‌شود.

### در تهران
نوش‌آفرین و فرزندش پس از رسیدن به تهران در خانه حاج اسماعیل خان سردار واقع در محله سنگلج سکونت می‌کنند. نوش آفرین در نداری و تهیدستی زندگی می‌کرد و بعداً مخارج زندگی وی و کودکش را تا ۷ سال، برادرش سرهنگ ابوالقاسم آیرملو که خیاط قزاقخانه بود، بر عهده گرفت. پس از مرگ برادرش نیز سرتیپ نصرالله‌خان آیرم زندگی آنان را اداره می‌کرد.
وی پس از این که رضا بزرگتر می‌شود با فردی به نام جعفر آتابای ازدواج می‌کند که از همسر اولش پسری به نام حدیکجان داشت که بعدها پس از به قدرت رسیدن برادر ناتنی‌اش بدستور وی اسم کوچک خود را به هادی تغییر داد و با نام هادی آتابای در سال ۱۳۰۸ به عنوان پزشک ارتش به سمت ریاست اداره دارویی ارتش نوین ایران منصوب و در شمار یکی از نظامیان برجسته و بلندپایه دوره پادشاهی رضاشاه پهلوی قرار گرفت و با همدم‌السلطنه پهلوی دختر بزرگ رضاشاه (نوه بزرگ نوش آفرین) نیز ازدواج کرد.
در منابع تاریخی و کتاب‌های موجود به تاریخ دقیق درگذشت نوش‌آفرین آیرملو اشاره‌ای نشده‌است ولی آنچه به استناد شناسنامه رضاخان که در سن ۴۲ سالگی وی صادر شده و محرز است این است که وی در همان محله سنگلج تهران و در سن ۵۵ سالگی و پیش از این که فرزندش به درجات بالای نظامی برسد درگذشته است. در روایتی هم آورده‌اند که نوش آفرین در حدود سال ۱۲۶۳ و در ۷سالگی رضاشاه درگذشته است.

## نگارخانه

زادگاه رضا شاه در آلاشت
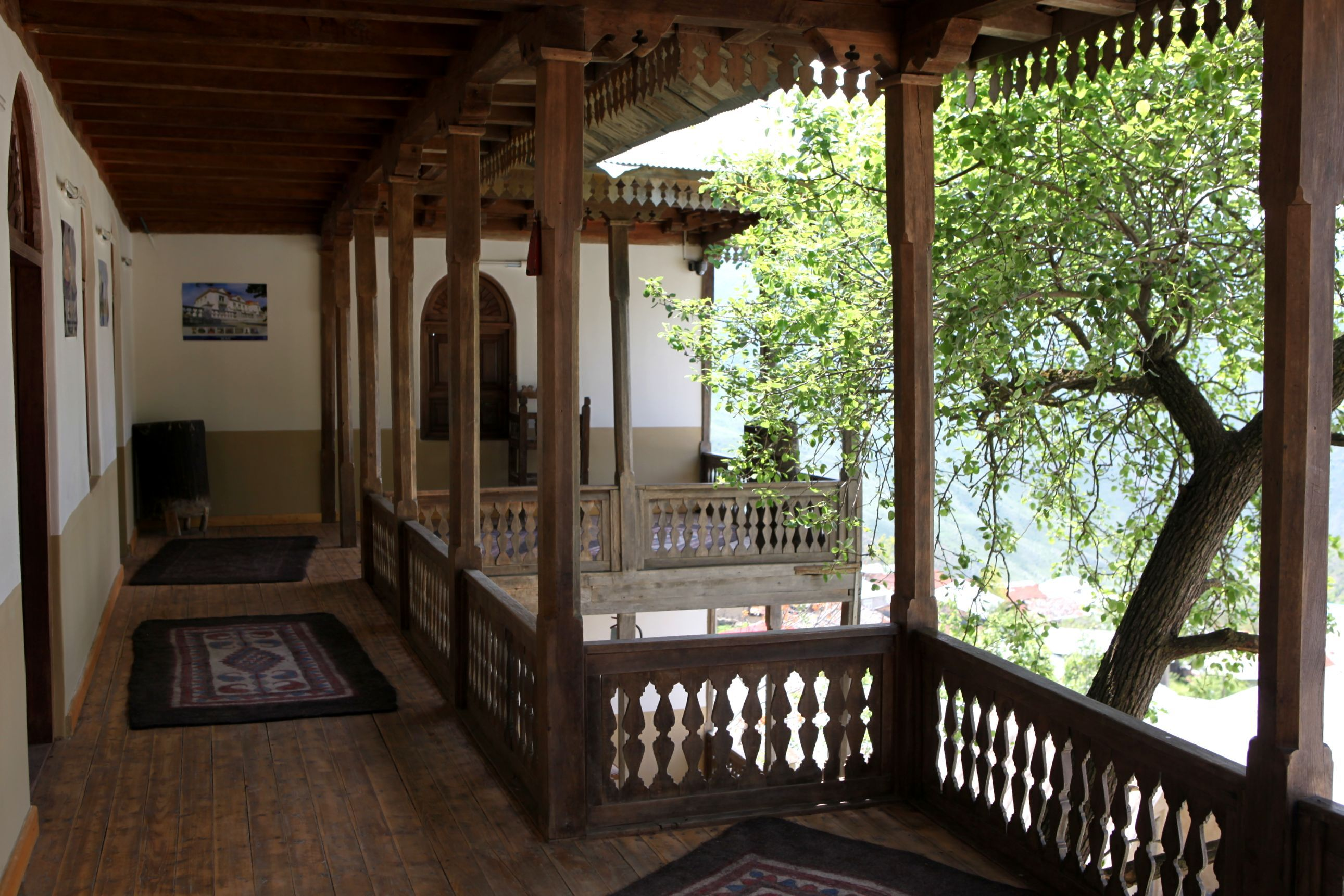
زادگاه رضاشاه
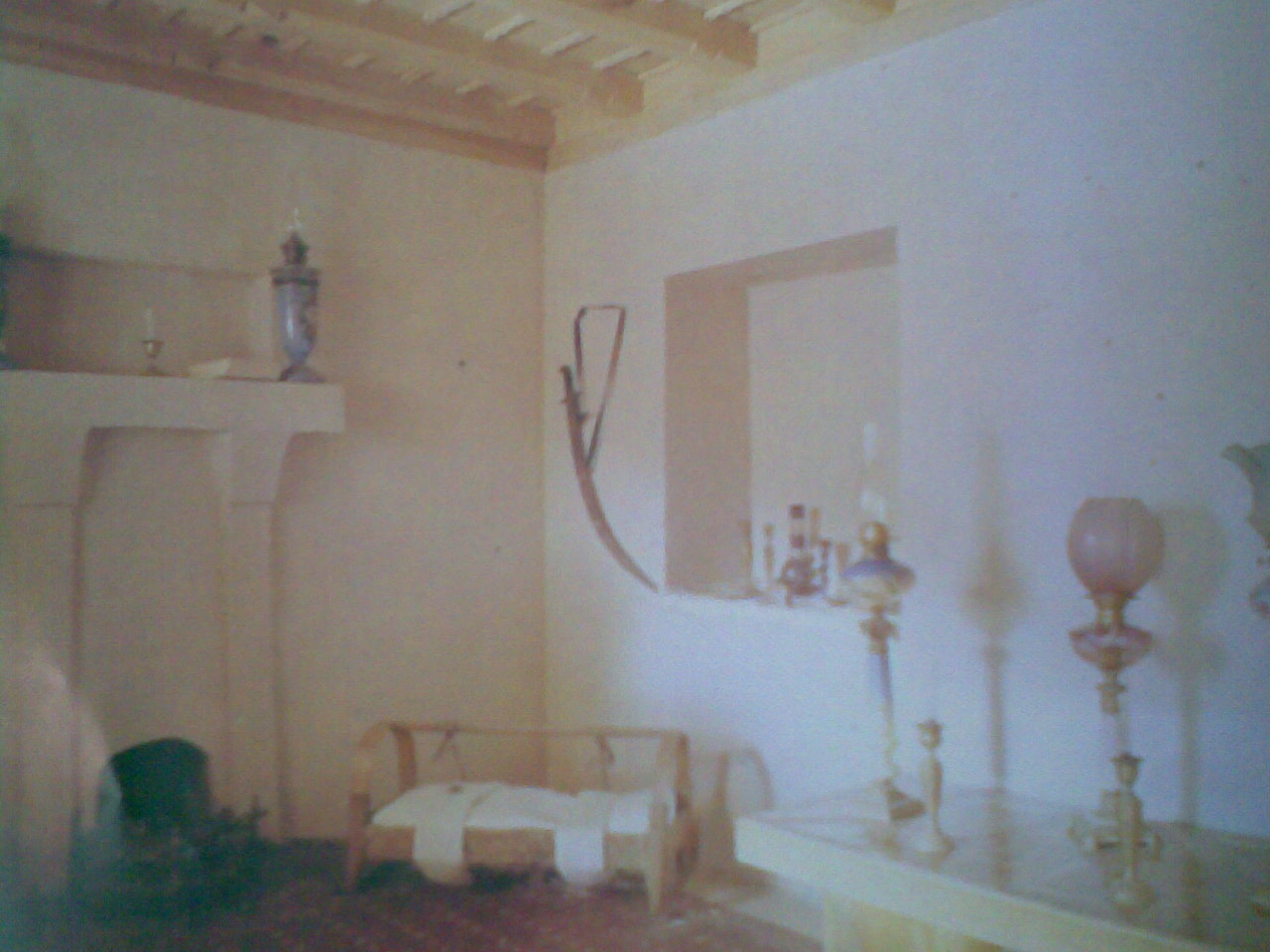
اتاق زادگاه
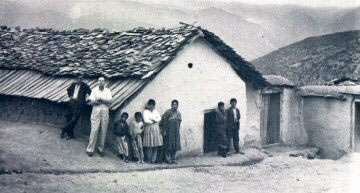
روستای آلاشت